# Lizarza
Lizarza (oficialmente en euskera: Lizartza) es un municipio español de la provincia de Guipúzcoa, en la comunidad autónoma del País Vasco. Limita con los municipios guipuzcoanos de Leaburu, Gaztelu, Oreja, Tolosa, Alzo y Berástegui, y con los municipios navarros de Araiz y Areso.

## Toponimia
Tradicionalmente el municipio se ha denominado en castellano: Lizarza. En 1980 cambió oficialmente su denominación por Lizartza que es la equivalencia escrita en lengua euskera, de acuerdo a la ortografía moderna del idioma vasco unificado o euskera batúa. El nombre significa etimológicamente «lugar con abundantes fresnos», del vasco lizar (fresno) y -tza o -za un sufijo que indica abundancia. Lizartza es el único nombre oficial según el Boletín Oficial del Estado.
Sus habitantes reciben el nombre de lizarzanos o lizartzarras.

## Geografía
Lizarza está situado en el este de Guipúzcoa. Su término municipal es atravesado de sur a norte por el río Araxes, afluente del río Oria. La localidad de Lizarza se sitúa en el fondo del valle del Araxes. La zona oriental del municipio es más montañosa y culmina en el monte Otsabio de casi 800 metros de altitud.

## Demografía
Lizarza cuenta con una población de 667 habitantes (INE 2024).
| Gráfica de evolución demográfica de Lizarza entre 1842 y 2021                                                       |
| |
| Población de derecho según los censos de población del INE Población de hecho según los censos de población del INE |

## Administración y política
| Periodo   | Nombre                   | Partido | Partido                                                      |
| --------- | ------------------------ | ------- | ------------------------------------------------------------ |
| 1979-1983 | Julián Zubeldia Aierbe   |         | Lizartzako Abertzale Taldea                                  |
| 1983-1987 | Julián Zubeldia Aierbe   |         | Herri Batasuna (HB)                                          |
| 1987-1991 | ??                       |         | Herri Batasuna (HB)                                          |
| 1991-1995 | Belem Zabala Olano       |         | Herri Batasuna (HB)                                          |
| 1995-1999 | José Antonio Mintegi     |         | Herri Batasuna (HB)                                          |
| 1999-2003 | José Antonio Mintegi     |         | Euskal Herritarrok (EH)                                      |
| 2003-2007 | Joseba Egibar Artola     |         | Euzko Alderdi Jeltzalea-Partido Nacionalista Vasco (EAJ-PNV) |
| 2007-2011 | Regina Otaola Muguerza   |         | Partido Popular del País Vasco (PP)                          |
| 2011-2015 | Aitor Agirre Alkorta     |         | Eusko Alkartasuna (EA)                                       |
| 2015-2019 | Leire Gordo Castro       |         | Euskal Herria Bildu (EH Bildu)                               |
| 2019-act. | Iñaki Azpiroz Beldarrain |         | Euskal Herria Bildu (EH Bildu)                               |

Lizarza estuvo ininterrumpidamente gobernada, bajo distintas siglas, y con mayoría absoluta, por la izquierda abertzale desde las primeras elecciones municipales democráticas de 1979 hasta 2003.
Alcaldía del PNV (2003-2007)
En las elecciones municipales de 2003 la candidatura local independiente afín al partido político abertzale ilegalizado Batasuna fue anulada por lo que no se pudo presentar a las elecciones. La candidatura de la coalición Partido Nacionalista Vasco-Eusko Alkartasuna y la del Partido Popular, que no lograron incluir a ningún vecino del pueblo, fueron las únicas que pudieron presentarse. La candidatura de PNV-EA salió elegida obteniendo todos los concejales, al conseguir 131 votos, frente a los 253 nulos que la izquierda abertzale hizo suyos y los 10 del PP. Al frente de la misma se encontraba uno de los principales dirigentes del PNV, el presidente del partido en Guipúzcoa y parlamentario vasco Joseba Egibar.
La mayoría de los vecinos consideraron al nuevo alcalde una figura impuesta lo que provocó incidentes durante la toma de posesión de la alcaldía por los ediles del PNV y convirtió en la práctica al alcalde en una figura non grata y ausente en el pueblo. La notoriedad de Egibar, como uno de los pesos pesados del PNV, y la virulencia que tomó el caso de Lizarza convirtieron a este pueblo en el caso paradigmático de los pequeños municipios vascos que tradicionalmente habían sido gobernados por Herri Batasuna y Batasuna y que habían quedado en manos de otros partidos políticos tras la ilegalización de dicha formación por ser considerada parte integrante de la banda terrorista Euskadi Ta Askatasuna.
Egibar trató de llegar a un acuerdo con la izquierda abertzale local mediante la inclusión de concejales afines a esta en el consistorio. Esto se llevaría mediante la renuncia de algunos de los concejales electos por el PNV y la posibilidad que brinda la ley de que el alcalde designe libremente a los concejales cuando hubieran renunciado todas las personas que se habían presentado en las listas electorales. Cuando este plan fue descubierto por los medios de comunicación fue causa de numerosas críticas por parte de otros partidos políticos contra Egibar; y finalmente incluso el propio PNV desautorizó a Egibar.
Alcaldía del Partido Popular (2007-2011)
En las elecciones municipales de 2007 el PNV renunció a presentarse en Lizarza. Dos candidaturas afines a la izquierda abertzale (una de las dos la de Acción Nacionalista Vasca) se presentaron en el pueblo, pero ambas fueron ilegalizadas al considerar probado los tribunales que constituían una continuación de Batasuna. Eso convirtió al Partido Popular (PP) en la única candidatura que se presentó en esta localidad.
El alcalde saliente, Joseba Egibar, pidió que se votara en blanco para evitar que el PP pudiera acceder a la alcaldía, ya que la ley exige un 5 % de los votos válidos como mínimo para que un candidato pueda ser proclamado alcalde. También pidieron el voto en blanco Eusko Alkartasuna y Aralar.[cita requerida]
Finalmente el Partido Popular obtuvo 27 votos (7,6 % del total; 10 en 2003), con 186 nulos (el voto nulo había sido promovido por la izquierda abertzale, los cuales reclamaron como propios todos los votos nulos; Euskal Herritarrok había obtenido 283 votos en 1999) y 142 en blanco (en las anteriores elecciones el Partido Nacionalista Vasco había obtenido 131). La abstención fue del 30,26 %. El Partido Popular consiguió las siete concejalías al superar el mínimo legal y casi triplicar el número de votos que había obtenido en las últimas elecciones, logrando así 27 de los 355 votos emitidos. De esta manera, el PP se hizo con una alcaldía en Guipúzcoa por primera vez en la historia.
El PP decidió que la nueva alcaldesa de Lizarza fuese Regina Otaola, la candidata del PP a las Juntas Generales de Guipúzcoa y concejal en Éibar hasta entonces.
Resultados electorales al Parlamento Vasco 2009
En las elecciones autonómicas del 1 de marzo de 2009, el PNV obtuvo el 65,19 % (88) de los votos válidos, Aralar el 16,30 % (22), el PP el 9,63 % (13), EA el 5,19 % (7), el PSE-EE el 2,22 % (3) y EBB el 1,48 % (2). Los votos 'nulos' ascendieron a 205. La candidatura Demokrazia Hiru Milioi (D3M) había pedido el voto con su papeleta, lo que constitía legalmente un voto nulo, ya que había sido ilegalizada por su conexión con Batasuna. En las elecciones al Parlamento Europeo de 2009, Iniciativa Internacionalista obtuvo el 74,41 % (221) de los votos válidos, Coalición por Europa (en la que concurría el PNV con partidos de otras comunidades) el 14,14 % (42), el Partido Popular el 6,73 % (20), Europa de los Pueblos-Verdes (en la que concurrían Aralar, Eusko Alkartasuna y Los Verdes, enetre otros partidos) el 3,03 % (9), el Partido Socialista Obrero Español el 1,35 % (4) y el Partido Obrero Socialista Internacionalista el 0,34 % (1). Los votos nulos ascendieron a 2 y los blancos a 1.
2011-presente
En las elecciones municipales de España del 22 de mayo de 2011 con el 100 % de los votos escrutados, EA-Alternatiba consiguió 329 votos (82,87 %) y 7 ediles, mientras que el PP obtuvo 37 votos (9,32 %) y se quedó sin representantes.
| Partido político                                             | 2015   | 2015       | 2011   | 2011       | 2007   | 2007       | 2003        | 2003        | 1999   | 1999       | 1995   | 1995       | 1991   | 1991       | 1987  | 1987       |
| Partido político                                             | Votos  | Concejales | Votos  | Concejales | Votos  | Concejales | Votos       | Concejales  | Votos  | Concejales | Votos  | Concejales | Votos  | Concejales | Votos | Concejales |
| Euskal Herria Bildu (EH Bildu)-Bildu                         | 240    | 7          | —      | —          | —      | —          | —           | —           | —      | —          | —      | —          | —      | —          | —     | —          |
| Eusko Alkartasuna (EA)                                       | —      | —          | 329    | 7          | —      | —          | —           | —           | —      | —          | —      | —          | —      | —          | —     | —          |
| Partido Popular del País Vasco (PP)                          | 12     | 0          | 37     | 0          | 27     | 7          | 10          | 0           | —      | —          | —      | —          | —      | —          | —     | —          |
| Ertza                                                        | —      | —          | 1      | 0          | —      | —          | —           | —           | —      | —          | —      | —          | —      | —          | —     | —          |
| Euzko Alderdi Jeltzalea-Partido Nacionalista Vasco (EAJ-PNV) | —      | —          | —      | —          | —      | —          | 131         | 7           | —      | —          | —      | —          | —      | —          | —     | —          |
| Euskal Herritarrok (EH)-Herri Batasuna (HB)                  | —      | —          | —      | —          | —      | —          | Ilegalizado | Ilegalizado | 283    | 7          | 275    | 4          | 282    | 4          | 291   | 4          |
| Lizartzako Herriaren Alde (LHA)                              | —      | —          | —      | —          | —      | —          | —           | —           | —      | —          | 175    | 3          | 250    | 3          | —     | —          |
| Eusko Alkartasuna (EA)                                       | —      | —          | —      | —          | —      | —          | —           | —           | —      | —          | —      | —          | —      | —          | 178   | 3          |
| Euskadiko Ezkerra (EE)                                       | PSE-EE | PSE-EE     | PSE-EE | PSE-EE     | PSE-EE | PSE-EE     | PSE-EE      | PSE-EE      | PSE-EE | PSE-EE     | PSE-EE | PSE-EE     | PSE-EE | PSE-EE     | 8     | 0          |
| Votos en blanco                                              | 49     | —          | 30     | —          | 142    | —          | 11          | —           | 100    | —          | 15     | —          | 5      | —          | 10    | —          |
| Votos nulos                                                  | 16     | —          | 9      | —          | 186    | —          | 253         | —           | 21     | —          | 9      | —          | 6      | —          | 4     | —          |

## Personas destacadas
- Roberto Bertol: futbolista que militó en el Athletic Club entre 1940 y 1949. Jugaba en el puesto de medio centro. Ganó 3 títulos de la Copa del Generalísimo con el Athletic, jugando además las finales de 1944 y 1945. Fue 2 veces internacional.
- José Manuel Luluaga, futbolista que jugó en la SD Eibar durante 11 años hasta 1994.